# Order Wiktorii i Alberta
Order Wiktorii i Alberta (ang. Order of Victoria and Albert) – brytyjski order kobiecy i domowy, ustanowiony przez królową Wiktorię w 10 lutego 1862. Po jej śmierci 22 stycznia 1901 orderu nie nadawano, a ostatecznie wygasł gdy zmarła ostatnia odznaczona – księżniczka Alicja.
Liczba odznaczonych była ograniczona do 45 oraz królowej. Honorowano nim zarówno Brytyjki, jak i obywatelki państw obcych.
Podzielony był na cztery klasy, z których dwie wyższe (jako Order Domu Panującego) nadawano osobom królewskiej krwi, a dwie niższe szlachciankom za zasługi:
- klasa I – Krzyż Wielki (wielka wstęga),
- klasa II – Komandor,
- klasa III – Oficer,
- klasa IV – Członek.